# Greatest Hits ('N Sync)
Greatest Hits è una raccolta di brani musicali della boy band statunitense NSYNC, pubblicato il 25 ottobre 2005. Nell'album è incluso anche il brano I'll Never Stop, mai pubblicato prima.

## Tracce
1. Bye Bye Bye – 3:20
2. Girlfriend (feat. Nelly) (The Neptunes Remix) – 4:45
3. This I Promise You (Radio Edit) – 4:27
4. It's Gonna Be Me – 3:12
5. (God Must Have Spent) A Little More Time on You (Short Edit) – 4:04
6. I Want You Back – 3:20
7. Pop (Short Version) – 2:56
8. Gone – 4:53
9. Tearin' Up My Heart – 3:30
10. Thinking of You (I Drive Myself Crazy) – 3:59
11. I'll Never Stop (Radio Edit) – 3:08
12. Music of My Heart (feat. Gloria Estefan) – 4:31

Tracce aggiunte nella versione internazionale
1. Girlfriend (Caveman Remix) – 4:33
2. Gone (Kurtis Mantronik Remix) – 5:26
3. Yo Te Voy a Amar – 4:27
4. Gone (Spanish Version) – 4:53

Bonus VCD
1. Bye Bye Bye
2. Girlfriend (feat. Nelly) (The Neptunes Remix)
3. This I Promise You
4. It's Gonna Be Me
5. (God Must Have Spent) A Little More Time on You
6. I Want You Back
7. Pop
8. Gone
9. Tearin' Up My Heart
10. Thinking of You (I Drive Myself Crazy)
11. I'll Never Stop
12. Yo Te Voy a Amar
13. Gone (Spanish Version)

## Classifiche
| Classifica (2005) | Posizione massima |
| ----------------- | ----------------- |
| Danimarca         | 32                |
| Giappone          | 63                |
| Regno Unito       | 96                |
| Stati Uniti       | 47                |